# Harry Meerson
Harry Ossip Meerson  (27. únor 1910 Varšava - 1991 Paříž) byl francouzský módní a reklamní fotograf.

## Život
Narodil se v ruské rodině ve Varšavě. Po studiích jej lákal film a proto odešel do Berlína, kde pracoval jako asistent režie. Od roku 1929 působí jako fotograf v Paříži. V roce 1931 zde měl vlastní fotografický ateliér s pěti zaměstnanci. Časopis Harper's Bazaar jej v roce 1937 pozval do Spojených států amerických, kde pracoval až do počátku druhé světové války.
V roce 1946 obnovil svůj ateliér v Paříži a věnoval se reklamní a módní fotografii.

## Dílo
Fotografoval pro řadu módních časopisů a magazínů, jako například Harper's Bazaar, Twenty.
Je autorem reklamních fotografií pro firmy Helena Rubinstein v Londýně, kadeřnictví Carita v Paříži, švýcarský obchodní dům Feldpouch a mnoha dalších.